# Parc Kōzakihana
Le parc public Kōzakihana (神崎鼻公園, Kōzakihana-kōen) est un parc situé à Sasebo, dans la préfecture de Nagasaki, au Japon.

## Situation géographique
Enclave de verdure dans le parc national de Saikai, le parc kōzakihana s'étend à l'extrémité ouest de Sasebo. Un monument, en forme de pointe, y marque le point le plus occidental du Japon.
Le fait qu'il est situé au point géographique le plus à l'ouest du Japon, fut certifié, en 1989, grâce à une exploration par satellite des contours de l'archipel japonais.
La chambre de commerce et de l'industrie de Sasebo délivre, à tout visiteur du parc qui en fait la demande, un certificat attestant son passage à l'extrême ouest du Japon.
Du parc, par temps clair, on aperçoit l'île d'Hirado, plus à l'ouest, en mer du Japon, et, plus loin encore, les Îles Gotō.

## Coopération culturelle
Un autre monument du parc, une mosaïque de 11 m de diamètre, représente une carte des principales îles de l'archipel nippon sur laquelle sont indiqués les quatre points les plus extrêmes du Japon. Ces quatre points géographiques correspondent aux villes de Wakkanai pour le nord et Nemuro pour l'est, et aux bourgs de Kosaza (Sasebo) pour l'ouest et Sata (Minamiōsumi) pour le sud. De plus, une plaque en céramique matérialise le pacte de coopération dans tous les domaines de la culture que les quatre municipalités ont signé le 3 mai 1991.

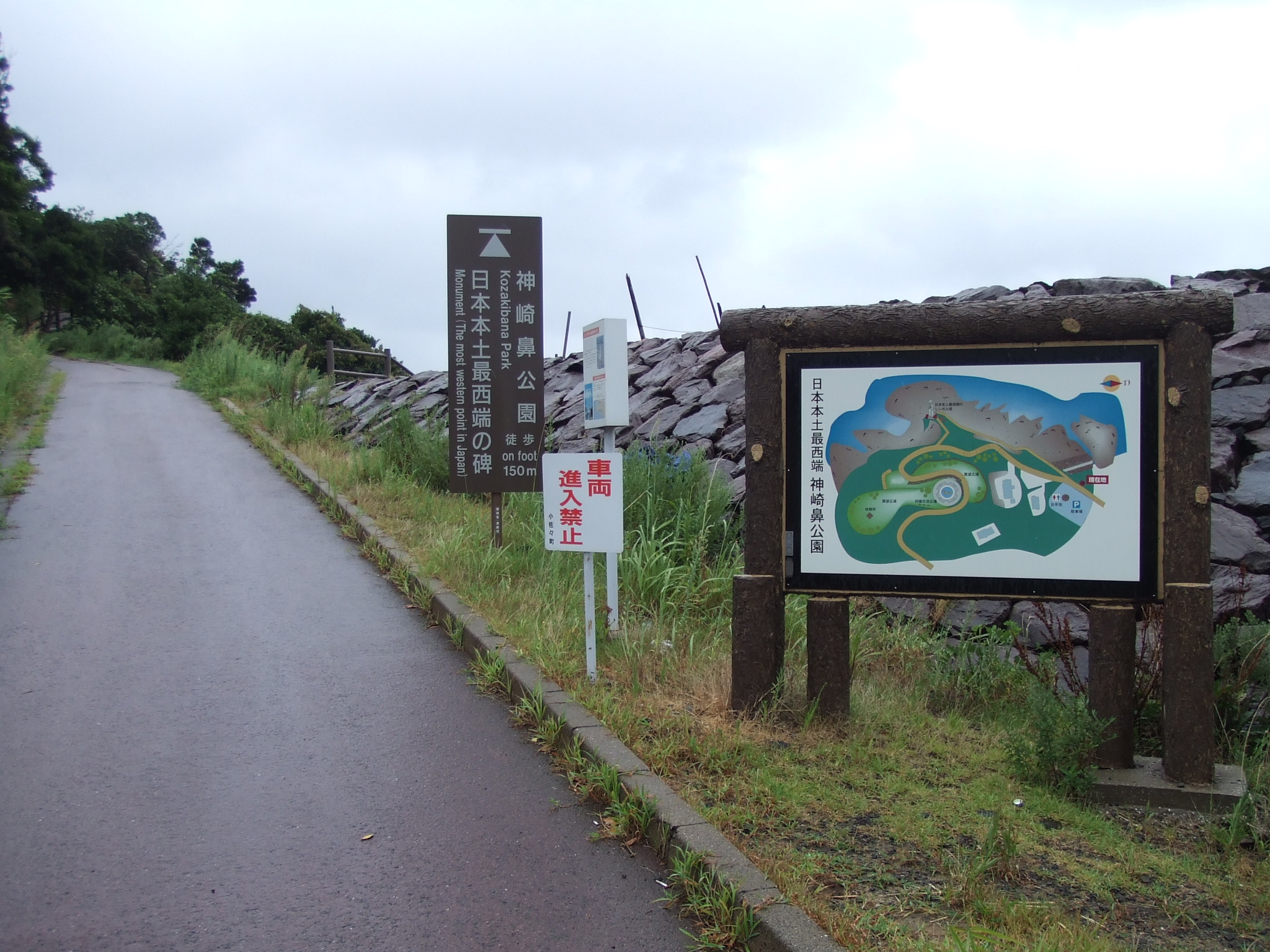
L'entrée du parc Kōzakihana.
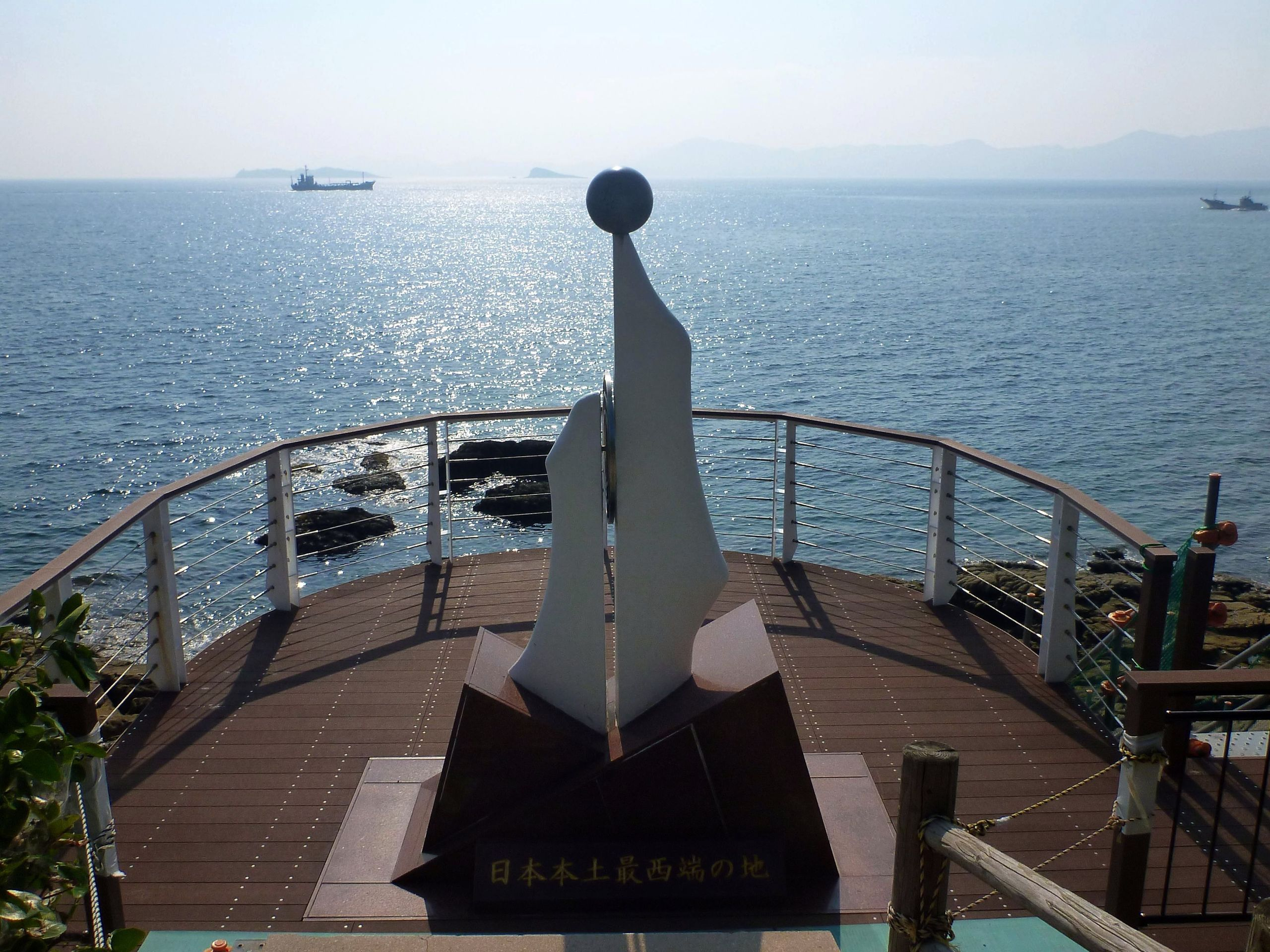
Monument marquant le point le plus occidental du Japon.
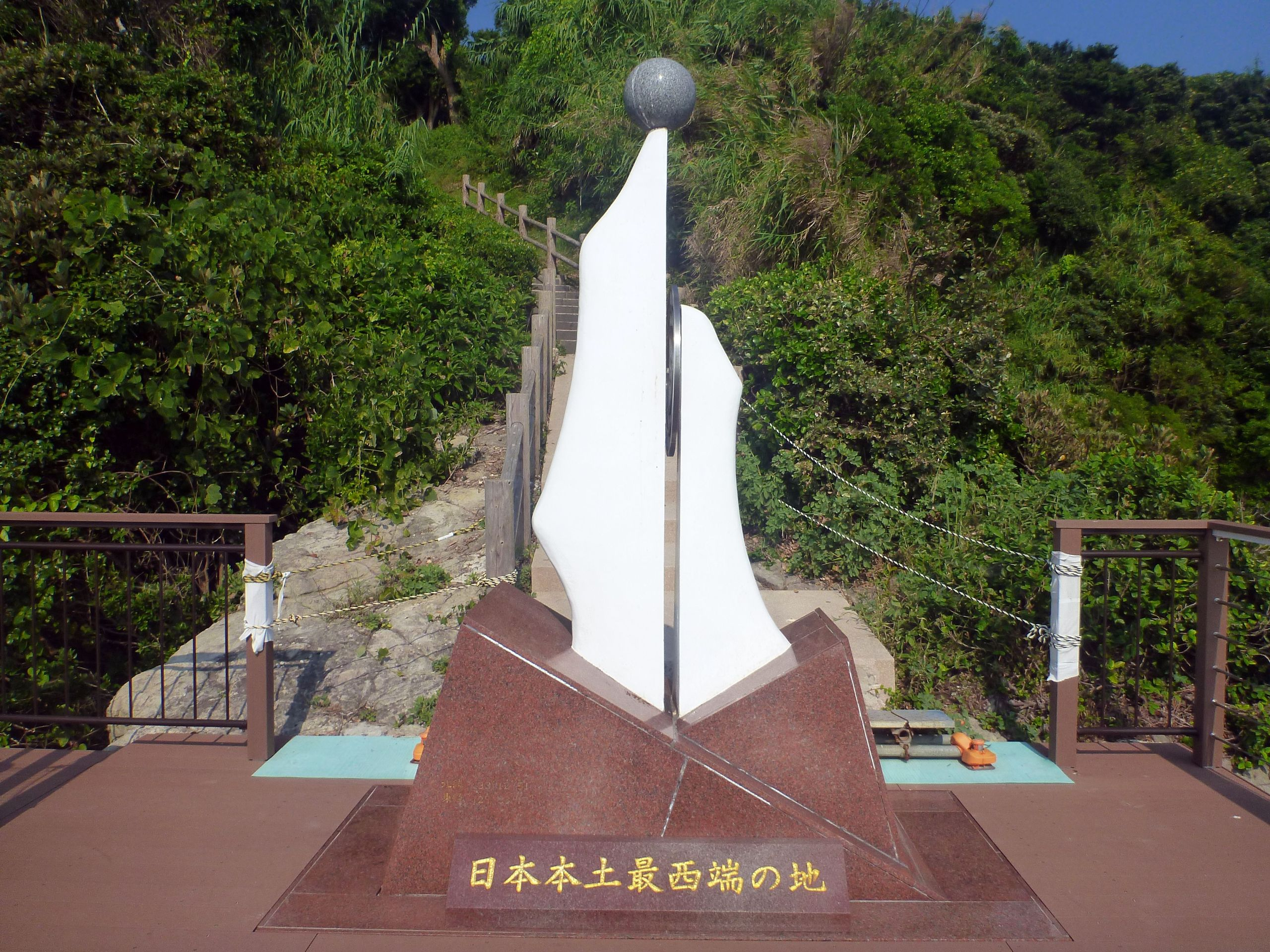
Emplacement de l'extrême ouest du Japon (日本本土最西端の地, Nihon hondosaiseitan no chi?).
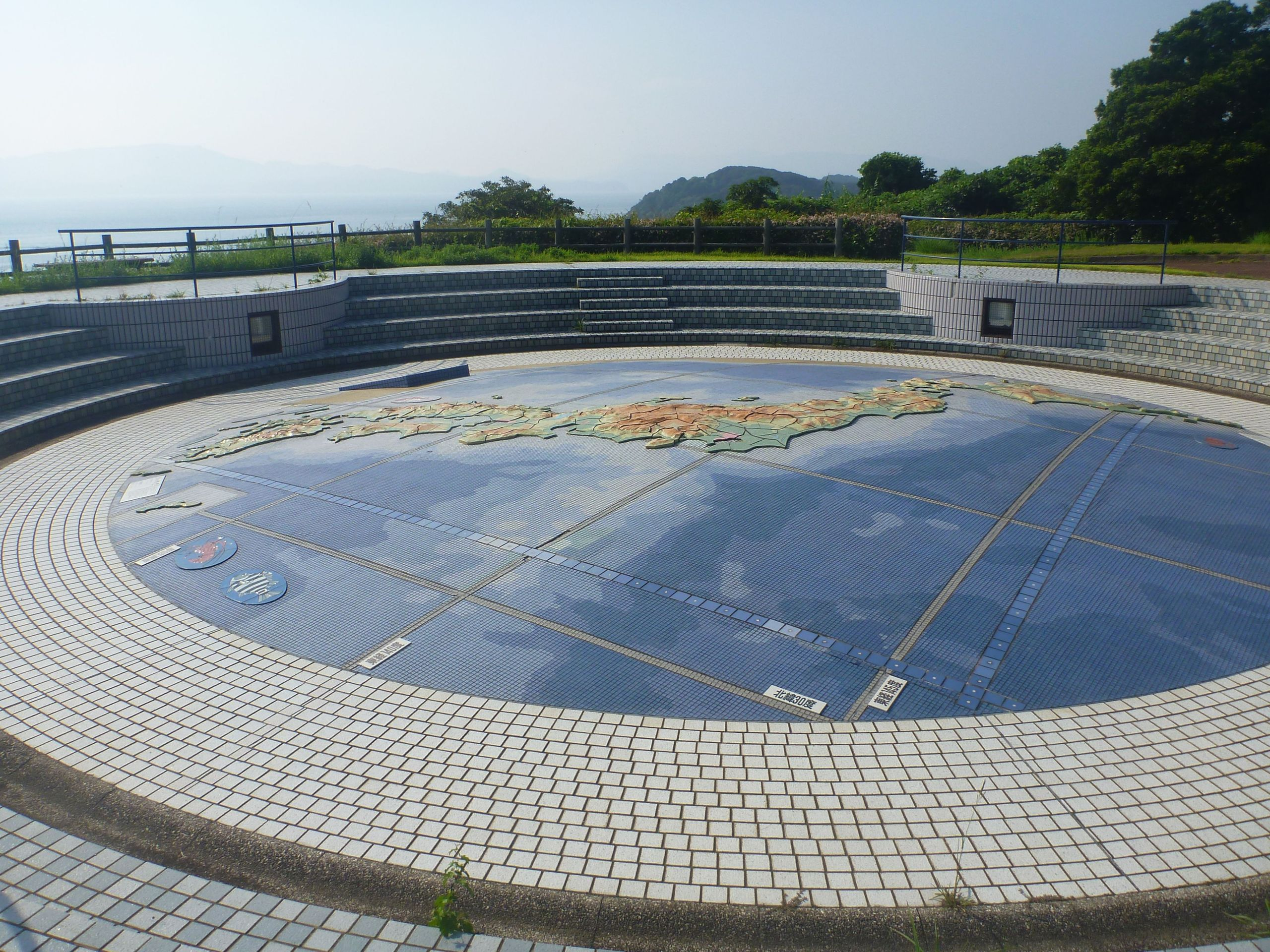
Une carte du Japon présente les quatre points géographiques les plus extrêmes du Japon.
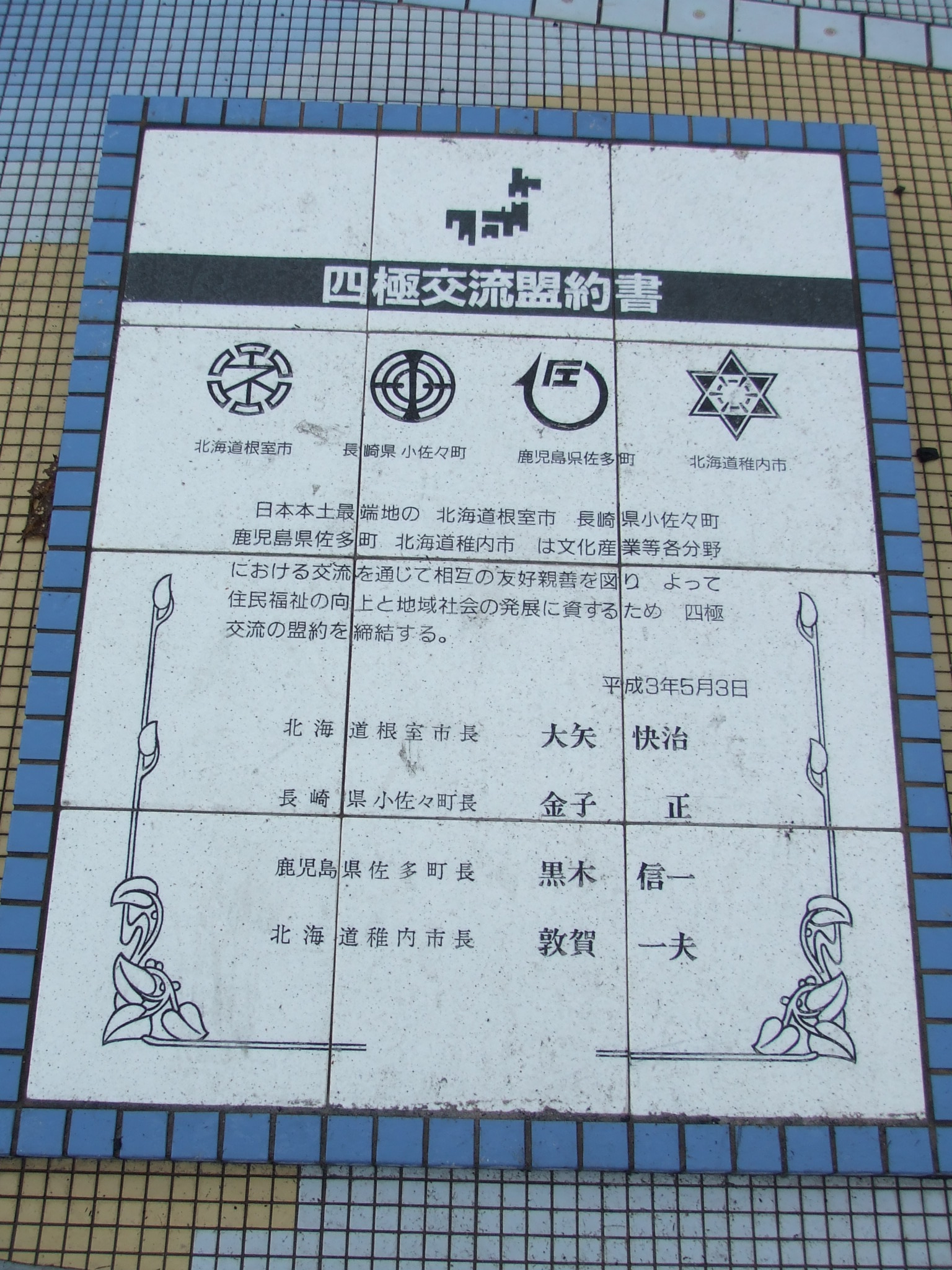
La promesse de coopération culturelle entre Wakkanai, Nemuro, Sasebo et Minamiōsumi.

## Source de la traduction
- (en) Cet article est partiellement ou en totalité issu de l’article de Wikipédia en anglais intitulé « Kōzakihana » (voir la liste des auteurs).